# Peniagone dubia
Peniagone dubia är en sjögurkeart. Peniagone dubia ingår i släktet Peniagone och familjen Elpidiidae. Inga underarter finns listade i Catalogue of Life.